# Островски, Джоэл
Джо́эл Остро́вски (дат. Joel Ostrowski; род. 5 августа 1975, Копенгаген) — датский кёрлингист и тренер по кёрлингу.
В составе мужской сборной Дании участник чемпионатов мира и Европы. В составе смешанной сборной Дании участник чемпионатов Европы. Трёхкратный чемпион Дании среди мужчин, трёхкратный чемпион Дании среди смешанных команд.

## Достижения
- Чемпионат Европы по кёрлингу: бронза (2003).
- Чемпионат Дании по кёрлингу среди мужчин: золото (2002, 2003, 2006).
- Чемпионат Европы по кёрлингу среди смешанных команд: серебро (2007, 2009).
- Чемпионат Дании по кёрлингу среди смешанных команд: золото (2008, 2009, 2012).
- Чемпионат Дании по кёрлингу среди юниоров: золото (1997).

## Команды
| Сезон                                          | Четвёртый         | Третий               | Второй             | Первый               | Запасной Тренер                                                                                                 | Турниры                                          |
| ---------------------------------------------- | ----------------- | -------------------- | ------------------ | -------------------- | --- | ------------------------------------------------ |
| 1996—97                                        | Джоэл Островски   | Kenny Tordrup        | Кристиан Хансен    | David Zeuthen        | Kim Sylvest Nielsen                                                                                             | ЧДЮ 1997 · ЧМЮ 1997 (5 место)                    |
| 2001—02                                        | Ульрик Шмидт      | Лассе Лаурсен        | Карстен Свенсгор   | Джоэл Островски      | | ЧДМ 2002                                         |
| 2001—02                                        | Ульрик Шмидт      | Лассе Лаурсен        | Карстен Свенсгор   | Бо Йенсен            | Джоэл Островски тренер: Олле Брудстен                                                                           | ЧМ 2002 (5 место)                                |
| 2002—03                                        | Ульрик Шмидт      | Лассе Лаурсен        | Карстен Свенсгор   | Джоэл Островски      | Кристиан Хансен тренеры: Билл Кэри, Tracy Choptain                                                              | ЧЕ 2002 (5 место) · ЧДМ 2003 · ЧМ 2003 (6 место) |
| 2003—04                                        | Ульрик Шмидт      | Лассе Лаурсен        | Карстен Свенсгор   | Джоэл Островски      | Torkil Svensgaard                                                                                               | ЧЕ 2003                                          |
| 2004—05                                        | Ульрик Шмидт      | Лассе Лаурсен        | Карстен Свенсгор   | Джоэл Островски      | Torkil Svensgaard тренер: Авияя Лунд Ярунд                                                                      | ЧЕ 2004 (6 место)                                |
| 2005—06                                        | Ульрик Шмидт      | Лассе Лаурсен        | Карстен Свенсгор   | Джоэл Островски      | Кеннет Йоргенсен (ЧЕ, ЧМ) тренеры: Герт Ларсен (ЧЕ), Авияя Лунд Ярунд (ЧЕ), Билл Кэри (ЧМ), Tracy Choptain (ЧМ) | ЧЕ 2005 (6 место) · ЧДМ 2006 · ЧМ 2006 (8 место) |
| 2013—14                                        | Torkil Svensgaard | Мартин Унд Грёнбех   | Мортен Берг Томсен | Джоэл Островски      | | ЧДМ 2014 (4 место)                               |
| 2014—15                                        | Torkil Svensgaard | Мартин Унд Грёнбех   | Daniel Abrahamsen  | Джоэл Островски      | Мортен Берг Томсен                                                                                              |                                                  |
| 2017—18                                        | Джоэл Островски   | Torkil Svensgaard    | Лассе Дамм         | Jørgen Larsen        | Daniel Abrahamsen тренер: Мартин Грёнбех                                                                        | ЧЕ 2017 (26 место)                               |
| Кёрлинг среди смешанных команд (mixed curling) |                   |                      |                    |                      | |                                                  |
| 2007—08                                        | Джоэл Островски   | Камилла Йенсен       | Søren Jensen       | Mona Sylvest Nielsen | | ЧЕСК 2007                                        |
| 2008—09                                        | Джоэл Островски   | Камилла Йенсен       | Søren Jensen       | Янне Эллегорд        | | ЧДСК 2008 · ЧЕСК 2008 (6 место)                  |
| 2009—10                                        | Джоэл Островски   | Камилла Йенсен       | Søren Jensen       | Mona Sylvest Nielsen | | ЧДСК 2009 · ЧЕСК 2009                            |
| 2010—11                                        | Джоэл Островски   | Камилла Йенсен       | Søren Jensen       | Ане Хоканссон Хансен | | ЧЕСК 2010 (8 место)                              |
| 2011—12                                        | Джоэл Островски   | Камилла Йенсен       | Søren Jensen       | Pavla Rubasova       | | ЧДСК 2012                                        |
| 2013—14                                        | Джоэл Островски   | Камилла Йенсен       | Søren Jensen       | Pavla Rubasova       | Halfden Skarberg                                                                                                | ЧЕСК 2013 (6 место)                              |
| 2016—17                                        | Джоэл Островски   | Камилла Луиза Йенсен | Asmus Jørgensen    | Pavia Hjorngaard     | | ЧМСК 2016 (17 место)                             |

(скипы выделены полужирным шрифтом)

## Результаты как тренера национальных сборных
| Год  | Турнир                                                   | Сборная                     | Место |
| ---- | -------------------------------------------------------- | --------------------------- | ----- |
| 2011 | Чемпионат Европы по кёрлингу среди смешанных команд 2011 | Венгрия (смешанная команда) | 15    |
| 2018 | Чемпионат мира по кёрлингу среди смешанных команд 2018   | Дания (смешанная команда)   | 9     |